# محمد مرابط
محمد مرابط واسمه الحقيقي محمد بن الشايب حجام من مواليد 8 آذار/مارس 1936، هو كاتب وفنان وقاص مغربي من بني ورياغل وهي قبيلة في منطقة جبال الريف.
عُرف مرابط في الدول الغربية من خلال ارتباطه مع بول بولز، ويليام بوروز وتينيسي وليامز. وُصف مرابط بأنه «فنان معقد» حيث عادة ما يرسم لوحات جدارية قريبة في أسلوبها من بول ماسون وعادة ما تُشعِرُ بالاكتئاب أو حتى الرعب. عُرضت لوحاته في العديد من المعارض في أوروبا وأمريكا.

## السيرة الذاتية
وُلدَ محمد مرابط في طنجة التي كانت منطقة دولية في الفترة ما بين 1923 و1956 إبان الاستعمار الفرنسي. سجّله والده في المدرسة القرآنية في سن الرابعة ثم التحق عام 1943 بمدرسة التكنولوجيا العامة في بوخشخاش. من عام 1946 إلى عام 1950 أصبح مرابط لاعب غولف في نادي الغولف الملكي بطنجة، في عام 1956 سيلتقي محمد بزوجين أمريكيين وهما روس وآن-ماري ريفز ثم بقي رفقتهم لعدة سنوات.
عند عودته إلى طنجة في عام 1960، استأنف محمد مرابط حياته كصياد قبل أن يلتقي ببول بولز فأصبحا صديقان. هذا الأخير أُعجب بقصص ومهارات مرابط ثم قرر أن يُصبح مترجما خاصا به حيث عمل على ترجمة معظم أعماله. زادت شهرة محمد بفضل بولز كما تُرجمت كتبه إلى العديد من اللغات. Mrabet

## قائمة مؤلفاته
| الكتاب                | سنة الإصدار | دار النشر                       | مكان النشر    | ملاحظات                         |
| --------------------- | ----------- | ------------------------------- | ------------- | ------------------------------- |
| شَعراتٌ مع الحب         | 1967        |                                 | نيويورك       | تم ترجمة الكتاب من قِبل بول بولز |
| الحشيش                | 1969        | أضواء المدينة (دار نشر)         | سان فرانسيسكو | تم ترجمة الكتاب من قِبل بول بولز |
| الليمون               | 1969        | بيتر وان                        | لندن          | تم ترجمة الكتاب من قِبل بول بولز |
| الصبي الذي أشعل النار | 1974        | بلاك سبارو                      | سانتا باربارا | تم ترجمة الكتاب من قِبل بول بولز |
| أهرام حديدان          | 1975        | بلاك سبارو                      | سانتا باربارا | تم ترجمة الكتاب من قِبل بول بولز |
| المرآة الكبيرة        | 1977        | بلاك سبارو                      | سانتا باربارا | تم ترجمة الكتاب من قِبل بول بولز |
| عود في خمس عيون       | 1979        | بلاك سبارو                      | سانتا باربارا | قصة قصيرة من ترجمة بول بولز     |
| مقهى شاطئ الصوت       | 1980        | بلاك سبارو                      | سانتا باربارا | تم ترجمة الكتاب من قِبل بول بولز |
| الصدر                 | 1983        | بوليناس                         | تمبوكتو       | تم ترجمة الكتاب من قِبل بول بولز |
| زواج في الأوراق       | 1986        | بوليناس                         | تمبوكتو       | تم ترجمة الكتاب من قِبل بول بولز |
| تجميعية قصص           | 2004        | مركز الدراسات الثقافية المغربية | فاس، المغرب   | تم ترجمة الكتاب من قِبل بول بولز |

## كتب حول محمد مرابط
- 2006 – مع الكثير من الحرائق في القلب: رسائل من محمد مرابط إلى إيرفينغ ستيتنر رون باباندريا
- 2006 – دون بولز: عبقرية محمد مرابط أندرو كلاندرموند وتيرينس ماك كارثي

## روابط خارجية
- محمد مرابط على موقع IMDb (الإنجليزية)
- محمد مرابط على موقع قاعدة بيانات الفيلم (الإنجليزية)